# Арктида
Аркти́да — гипотетический северный полярный континент, предположительно существовавший от 1,8 до 1,5 миллиардов лет назад, на границе палеопротерозоя и мезопротерозоя.

## Описание
Впервые предположение о наличии в арктическом регионе блока древней консолидированной коры было высказано Николаем Шатским в 1935 году. Позднее существование Гипербореи отстаивал классик советской арктической океанографии Яков Гаккель, который, впрочем, считал её совокупностью архипелагов. Он писал: «Многие геолого-геоморфологические, зоогеографические, флористические, гидробиологические и некоторые другие данные указывают на то, что более значительные, чем сейчас, участки суши существовали в позднечетвертичное время не только в пределах шельфа, но, по-видимому, и в Арктическом бассейне; не исключено, что по простиранию крупнейших подводных хребтов здесь протягивались грядой небольшие острова, образовавшие в совокупности Арктиду». По мнению Гаккеля, и Новосибирские острова, и остров Врангеля представляют собой остатки древней суши. В рамках гипотезы сушей были окружены архипелаг Шпицберген, острова Земли Франца-Иосифа и Северной Земли, Канадский Арктический архипелаг, а современные подводные хребты Гаккеля, Ломоносова и Менделеева возвышались над этими территориями, соединявшими Америку с Евразией.
В 1963 году Юрий Пущаровский изобразил на тектонической карте Арктики в полярной области несколько массивов докембрийской платформы (включая Гиперборею) и показано широкое распространение этого типа коры на обрамлении Евразийского и Амеразийского бассейнов Северного Ледовитого океана. В 1980-е на плито-тектонической основе представления о древнем континенте Арктида, реликты которого сейчас рассеяны в Арктике, получили развитие в работах Льва Зоненшайна и Льва Натапова.
Согласно современным данным, максимальное понижение уровня моря в последнюю ледниковую эпоху составляло 130 м от современного, соответственно, обширные территории континентального шельфа, в том числе, на севере Евразии и Северной Америки, были незатопленными, однако 3 вышеуказанных подводных хребта имеют высшие точки значительно ниже этого уровня.
Многих, возможно, разочарует, что Арктида не была страной населённой и в какой-то мере цивилизованной. Если она и существовала, то вряд ли была обитаема, ведь предполагаемое время её существования относится в основном к ранним этапам формирования и развития человеческого общества. К этому стоит добавить, что природные условия приполюсных пространств тогда могли быть (и даже наверняка были!) ещё более суровыми, чем в современную эпоху. Время предполагаемого существования Арктиды совпадает с основными этапами ледникового периода, когда составляющие её острова и перешейки, возможно, служили опорами ледниковых куполов и шельфовых ледников.
Л. С. Говоруха
По поводу времени затопления Гипербореи среди её сторонников не существует общепринятой точки зрения. По мнению одних, Арктида прекратила своё существование 100 тыс. лет назад, по мнению других — от 18 до 16 тыс. лет назад. Академик А. Ф. Трёшников полагал, что части хребта Ломоносова могли выходить на поверхность и 8 тыс. лет назад. Я. Я. Гаккель утверждал, что суша, окружавшая Новосибирские острова и остров Врангеля, ушла под воду около 5 тыс. лет назад. Крупный советский гидробиолог Е. Ф. Гурьянова отстаивала точку зрения, что хребет Ломоносова выступал над поверхностью воды в исторически совсем недавнее время:
преграда в районе Восточно-Сибирского моря, Новосибирских островов и острова Врангеля, то есть в районе хребта Ломоносова, существовала довольно долго и исчезла совсем недавно, во всяком случае в послелитториновое время [не ранее 2500 лет назад].
Ряд специалистов связывали с Арктидой предания местного населения арктической тундры о «тёплой земле» на севере, а также известия о знаменитой «Земле Санникова», менее известной «Земле Андреева» и т. д.
В истории Земли было два континента в Арктике. Миллиард лет назад Арктида была частью Родинии. 250 миллионов лет назад Арктида была частью Пангеи.
В Новое и Новейшее время в оккультизме, теософии Елены Блаватской и среди сторонников арийского мифа получила распространение псевдонаучная идея о полярной стране или материке Гиперборее как прародине нынешнего человечества, «белой», «арийской» или «нордической расы».